# Фишер, Дэвид
Дэвид Фишер (англ. David Fisher) — итальянский архитектор израильского происхождения, проживающий во Флоренции, Италия.

## Биография
Дэвид Фишер родился в 1949 году в Тель-Авиве и вырос в Израиле. В возрасте 21 года он уехал во Флоренцию для изучения архитектуры. В 1976 году он закончил Флорентийский университет, после чего начал работать в этом же университете преподавателем архитектуры и строительной техники. Фишер отказался от израильского гражданства; на вопрос «почему» он обычно не отвечает. С ноября 1995 по февраль 1997 года был почетным вице-консулом Италии в Беэр-Шеве (Израиль). Согласно показаниям Рино Серри (на тот момент заместителя госсекретаря Италии) итальянскому Сенату, обязанности Фишера были весьма ограничены ввиду малочисленности итальянской диаспоры в его консульском округе. Из-за начатых в отношении него расследований и итальянскими, и израильскими правоохранителями, исполнение им консульских обязанностей было приостановлено, а позже назначение отозвано.
Проектирует здания и городские центры во всем мире, восстанавливает древние памятники архитектуры и работает в области строительной технологии. Разработал серию вращающихся башен. В середине 1980-х основал компанию Fiteco Ltd. в Нью-Йорке, а также участвовал в разработке и строительстве отелей. Автор технологии «Умной ванны Леонардо да Винчи» для роскошных домов и гостиниц. Является учредителем и председателем Группы Динамичной Архитектуры.
Признан итальянским судом виновным в мошенничестве через преднамеренное банкротство и приговорён к трём годам заключения.